# Rue de Brosse
Rue de Brosse je ulice v Paříži v historické čtvrti Marais. Nachází se ve 4. obvodu.

## Poloha
Ulice vede od křižovatky s Quai de l'Hôtel-de-Ville a končí na Place Saint-Gervais.

## Historie
Ulice je zmiňována v Le Dit des rues de Paris pod názvem Rue a Moines-de-Lonc-Pont. Název byl odvozen od mnichů z kláštera Longpont poblíž Soissons, kteří v ulici provozovali hospic. Název ulice se postupně měnil: Rue aux Moines-de-Longpont, Rue du Port-Saint-Gervais, Rue du Longpont, Rue de Long pont (1636). Ministerským rozhodnutím z 31. července 1797 byla stanovena její šířka na 8 metrů. Královským výnosem z 19. května 1838 byla šířka zvětšena na 15 metrů. Ve stejném roce dne 14. prosince byla Rue de Longpont přejmenována na Rue Jacques-de-Brosse podle Salomon de Brosse řečeného Jacques de Brosse, architekta kostela svatého Gervásia a Protásia. Ulice tehdy měřila 92 metrů, začínala na Quai de la Grève a končila na křižovatce s Rue François-Miron. Dne 4. června 1881 byla ulice přejmenována na Rue de Brosse.

## Zajímavé objekty
- kostel svatého Gervásia a Protásia